# Apresamiento de barcos en Concepción del Uruguay
El 24 de febrero de 1813 fueron apresados 2 barcos realistas españoles en una isla del río Uruguay cercana a Concepción del Uruguay, por fuerzas de las Provincias Unidas del Río de la Plata. Los barcos eran parte de la flota corsaria que abastecía a la ciudad de Montevideo, dedicándose a saquear las costas de los ríos Uruguay, Paraná y de la Plata.

## Antecedentes
El apresamientos de los barcos Victoria Constante y Carumbé fue un episodio de la Guerra de Independencia de la Argentina como parte de las acciones defensivas de las poblaciones ribereñas del sur de la región Litoral argentina. 
Debido a que la mayor parte de las fuerzas militares de las Provincias Unidas del Río de la Plata se hallaban concentradas en el sitio de Montevideo y en el frente del Alto Perú, la defensa de las poblaciones ribereñas de los ríos y Uruguay quedó principalmente a cargo de compañías milicianas reclutadas entre los pobladores.

## La captura de los barcos
El comandante general de Entre Ríos, Elías Galván, alertado de la presencia de dos barcos corsarios en las cercanías de Concepción del Uruguay, dispuso su vigilancia por el teniente de granaderos Miguel Escobar con 16 hombres, auxiliado por el capitán de milicias Ricardo López Jordán con 9 milicianos. 
Durante la madrugada del 24 de febrero de 1813 los corsarios intentaron desembarcar en el puerto de Concepción del Uruguay en un bote con un cañón pedrero y 14 hombres armados. Los soldados comandados por Escobar se hallaban ocultos en la costa y tomaron por sorpresa a los corsarios atacándolos por ambos costados del bote, rindiéndolos sin provocar ninguna baja.
Escobar requirió información a los prisioneros sobre la fuerza que quedaba en los buques y las condiciones de la isla en donde se hallaban atracados. Luego se embarcaron en el bote capturado con el capitán del mismo para que los condujese a la isla. Desembarcaron en ella a una legua de los barcos y caminaron abriendo una picada, capturándolos por sorpresa.

Los buques son de consideracion, el uno nombrado la Victoria Constante de 82 ½ toneladas, y el segundo llamado Carumbe de 24½, de ambos se han encontrado las existencias síguientes: un cañon de á 4, 30 tiros de pólvora, 18 sacos de metralla: dos esmeríles, 15 armas largas, 2 pistolas, 6 machetes, 3 bayonetas, y 25 prísioneros que los tripulaban.
Parte de Elías Galván.